# ВЕС Нортвінд
ВЕС Нортвінд (нід. Northwind) – бельгійська офшорна вітрова електростанція у Північному морі, введена в експлуатацію у 2014 році.
Місце для станції обрали на банці Лодевейк за 37 км від узбережжя. В 2013 році самопідіймальне судно Neptune розпочало тут спорудження монопальних фундаментів (всього 73 об’єкти, включаючи один для офшорної трансформаторної підстанції). Спеціалізоване судно MPI Resolution монтувало на них власне вітрові турбіни, допоки весною 2014-го ці роботи не перебрало на себе нещодавно згадане Neptune, яке завершило із попереднім завданням.
Монтаж офшорної трансформаторної підстанції вагою 1200 тон здійснив плавучий кран Rambiz.  Від неї до узбережжя прямує розрахований на напругу 245 кВ кабель довжиною 42 км. Цю роботу у 2013 році виконало судно Willem de Vlamingh, яке тоді ж проклало ще один кабель для напруги 220 кВ довжиною 14 км до розташованого далі від узбережжя майданчика ВЕС Нобелвінд. Після введення останньої в експлуатацію у 2017 році головна експортна лінія ВЕС Нортвінд обслуговує потужність у 381 МВт. Спорудження та подальше засипання необхідних для кабелю траншей провели земснаряди Alexander von Humboldt та Bartolomeu Dias, тоді як каменеукладальне судно Simon Stevin облаштувало переходи через траси  оптоволоконної лінії SEA-ME-WE3 (South-East Asia - Middle East - Western Europe 3) та газопроводу Franpipe (Норвегія – Франція). На суходолі споруджена ділянка довжиною 3,1 км до підключення у енергомережу поблизу порту Зеєбрюгге.
Станція складається із 72 вітрових агрегатів Vestas типу V90/3000 одиничною потужністю 3 МВт та діаметром ротора 90 метрів. Вони змонтовані на баштах висотою 71 метр в районі з глибинами моря від 16 до 29 метрів.
Проект, реалізований компаніями Colruyt Group (66,7%) та Aspiravi Offshore (33,3%), коштував 883 млн євро.